# ファミ通ブロス
『ファミ通ブロス』（ファミつうブロス）は、日本の出版社・エンターブレインが発行していた月刊漫画雑誌。
本項では、前身のゲーム雑誌『月刊ファミコン通信 攻略スペシャル』および『月刊ファミ通Bros.』についても記述する。

## 概要
本誌の内容は大別して以下の3期に分けられる。
- 攻略スペシャル時代（1993年8月号 - 1995年7月号）
- 月刊ファミ通Bros.時代（1995年8月号 - 1997年12月号）
- ファミ通ブロス時代（1998年1月号 - 2002年9月号）

### 攻略スペシャル時代
アスキーより刊行されていたゲーム雑誌『ファミコン通信』（現『ファミ通』）が1991年に隔週刊から週刊へ移行して以来、ファミコン専門誌から任天堂以外のハードで発売されているゲームの情報も扱う総合誌へ転換したことに伴い、誌面における新作情報のウェイトが増大したことから、1993年6月に攻略記事の掲載に特化した増刊『別冊ファミコン通信 攻略スペシャル』として発刊。『ファミ通』本誌の「ファミ通町内会」とは別の独立した読者コーナーも掲載され、11月発売の第2号より『月刊ファミコン通信 攻略スペシャル』として月刊化。本誌との差別化を図るため、低年齢層を対象にわかりやすさを重視した誌面構成が採られた。

### 月刊ファミ通Bros.時代
1995年8月号より本誌から独立創刊。「『ファミ通』の兄弟誌」であることから雑誌名を『月刊ファミ通Bros.』とする。この頃にはファミ通本誌からの独立性を強め「ファミ通Bros.」レーベルで独自の攻略本を発行したり、オリジナルのトレーディングカード「ファミ通Bros.トレーディングカードシリーズ」を発行するなどの積極的なメディアミックス戦略を採り始める。

### ファミ通ブロス時代
1998年1月号で誌面の全面リニューアルを実施し、創刊以来の攻略記事を始めとするゲーム情報記事から小・中学生を中心とする低年齢層向け漫画雑誌に転換。2000年からはグループ再編により、発行元がそれまでのアスキーからエンターブレインへ移る。
主として各社のコンピュータゲームを原作とする漫画作品が連載される一方で、本誌オリジナルの作品やファミ通文庫のライトノベルを原作とする自社主導のメディアミックス路線を採り、オリジナル連載の内「ジバクくん」と「時空探偵ゲンシクン」の2タイトルがテレビアニメ化された。しかし、小学館の『月刊コロコロコミック』を始めとする競合誌を脅かす存在へ成長するには至らず、2002年9月号を以て休刊した。
なお、『ファミ通ブロス』編集部は本誌の休刊後も2010年3月まで存続し、主としてブロスコミックスEXレーベルより刊行されるアンソロジーコミックの編集を担当していた。

## 主な連載作品

### 本誌オリジナル
- アーケードゲーマーふぶき（吉崎観音）
- Colors（啄木鳥しんき）
- 時空探偵ゲンシクン（原作：園田英樹、作画：小倉あん子）
- ジバクくん（柴田亜美）
- ショックサイエンス（あすかあきお）
- 超鉄大帝テスラ（原作：大塚英志、作画：大野安之）
- はたらくねこ（渡辺電機(株)）[1]
- 不死身探偵オルロック（G＝ヒコロウ）
- プロフェッサーシャーボ（G＝ヒコロウ）
- 摩訶娘々（こやま基夫）
- 魔女医（KO-TA）
- 楪の刻（大貫健一）
- ワイルドキングダム（真鍋譲治）
- 缶入りはるまげ丼（木下ともたけ）
- まかせるか！プーリン(あべかよこ)

### メディアミックス
- スーパーロボット大戦α さいこどらいばぁず（こいでたく、原作：バンプレスト）
- 聖剣伝説レジェンドオブマナ（天野シロ、原作：スクウェア）
- パラサイト・イヴ（天野シロ、原作：スクウェア）
- テイルズ オブ デスティニー 神の眼をめぐる野望（啄木鳥しんき、原作：ナムコ）
- ファイアーエムブレム トラキア776（日野慎之助、原作：任天堂/インテリジェントシステムズ）
- ブレイヴフェンサー ムサシ伝（大貫健一、原作：スクウェア）
- ポケモンカードになったワケ（姫野かげまる） - ポケモンカードを原案に制作
- ホルス・マスター（原作：嬉野秋彦、作画：此路あゆみ）
- 火星物語 五月の花嫁（原作：広井王子、作画：むつきつとむ）
- マクドナルド探偵団（原作：大沼弘幸、作画：古澤純也、監修：日本マクドナルド）
- ダビスタブリーダーズバトル ダービースタリオン外伝（原作：亀谷敬正、作画：越智善彦）
- マリーとエリーのアトリエ ザールブルグの錬金術士（越智善彦）
- 新・女神転生CG戦記 ダンテの門(原作：牧野修、作画：亜熱夏央)
- トンバ ザ ワイルドアドベンチャー(一式まさと)
- アニムンサクシス 聖暦0795黒狼伝(原案：霧岳朔夜、漫画：かぢばあたる)

### 再録連載
- ゲッターロボ（永井豪・石川賢） - フルカラー化

## ブロスコミックス
本誌の連載作品は主としてブロスコミックス（BROS. COMICS）より刊行された。判型はB6判。なお、本誌はアスキーの発売であったが、2000年のエンターブレイン発足まではコミックスやタイトル別のゲーム攻略本「月刊ファミ通ブロス攻略本シリーズ」は当時アスキーのグループ企業であったアスペクトより発売されていた。
また、派生レーベルとして本誌の休刊後も2010年まで存続したA5判のブロスコミックスEXが存在し、主にゲームを原作とするアンソロジーコミックや4コマ漫画が刊行されていた。
ブロスコミックスの編集体制は現在、2009年10月に開設されたウェブコミック配信サイト『ファミ通コミッククリア』および新レーベル・ファミ通クリアコミックスへ継承されている。